# Baranski E. László
Baranski Emil László, Baranski E. László, névváltozatok: Baransky, Baranszky (Ópalánka, 1877. május 11. – Budapest, 1941. január 20.) magyar grafikus- és festőművész, főiskolai tanár, rajzpedagógus. Lengyel gyökerekkel rendelkezett, testvére, Baranski Gyula ügyvéd számos lengyel szervezet tagja volt.

## Életútja
Baranski Sándor és Jost Franciska fiaként született. A II. Kerületi Királyi Egyetemi Katolikus Főgimnáziumban érettségizett. Képzőművészeti tanulmányait a Képzőművészeti Főiskolán végezte 1895–1900 között, azután rajztanári oklevelet szerzett 1903-ban. 1904-től gimnáziumokban, köztük 1910–1922 között a Tisztviselőtelepi Gimnáziumban rajztanárként dolgozott.
1906–1907-ben tíz hónapig állami ösztöndíjjal Angliában folytatott tanulmányokat (a londoni School of Arts-on, illetve a Newlyn School-ban), rézkarcaival Londonban aranyérmet nyert. Csapattisztként, majd különleges beosztású tisztként 1914-től 1919-ig katonaként szolgált. Részt vett az első világháborúban, Signum Laudisszal tüntették ki.
A háború után a Képzőművészeti Főiskola tanára lett, ahol rajzpedagógiát és vízfestést tanított. 1920 és 1923 között megbízott-, illetve óraadó tanári beosztásban működött, majd 1940-es nyugdíjba vonulásáig rendes tanárként. Közben tagja volt az egyetem rektori tanácsának is. Többször képviselte a főiskolát és tartott előadást nemzetközi rajzoktatási kongresszuson. Oktatói tevékenységével jelentősen hozzájárult az akvarellfestés hazai elterjedéséhez, ugyanakkor művészeti folyóiratokban is gyakran publikált.
A képzőművészet több ágát művelte. Művészetfelfogását a kezdeti naturalizmus után a dekorativitással párosuló realizmus jellemezte. Olajfestmények és grafikai művek mellett főként akvarelleket és rézkarcokat készített. 1915-től élete végéig betöltötte az Akvarell- és Pasztellfestők Egyesületének titkári tisztét. A Műcsarnok 1929. évi őszi tárlatán az egyesület húszéves jubileumi kiállítását rendezte.

## Műveiből
Félhomályban, Pihenő hölgy, Budapest a miniszterelnökségi palotából nézve (rézkarcok), Albán férfi, A két pejló (rajz, illetve vízfestmény). Néhány alkotása a Magyar Nemzeti Galéria tulajdonában, illetve a bécsi Albertína gyűjteményeiben is van; több művét magángyűjtemények őrzik.
Nagyobb művei közül a Küzdő ifjúság című nagy freskója Pozsonyban a gimnázium falán (volt?) látható. Aratójelenetet ábrázoló dekoratív sgrafitto faliképe Szarvas egyik főutcáját, az egykori Középfokú Gazdasági Tanintézet (ma: kollégium?) épületének homlokzatát díszíti. Az épületet 1927-ben avatták fel.

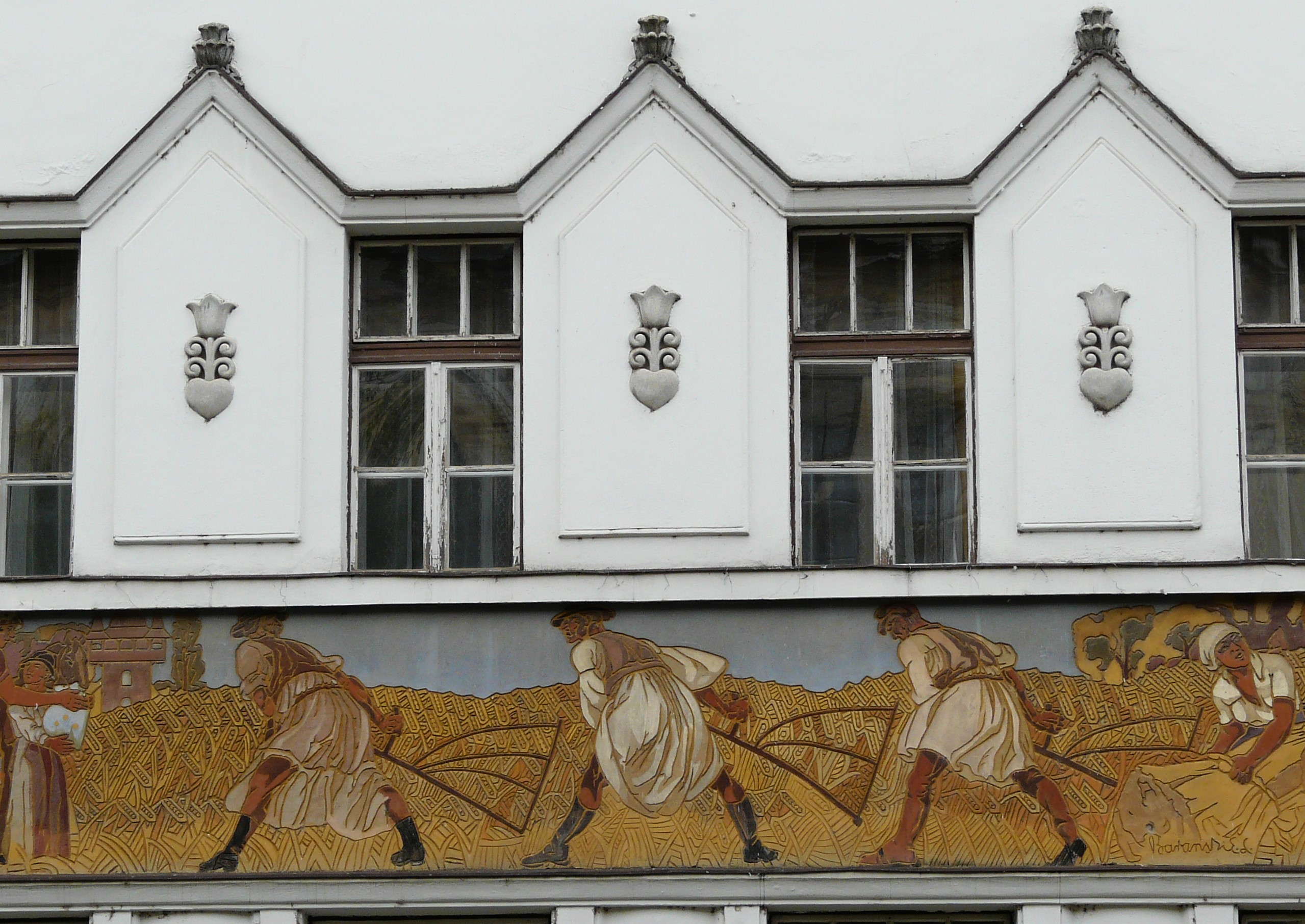
A művész faliképe Szarvason, az egykori Középfokú Gazdasági Tanintézet épületének homlokzatán (1927).